# École spéciale des travaux aéronautiques
L'École spéciale des travaux aéronautiques ou École supérieure des techniques aérospatiales (ESTA) était une école d'ingénieurs française créée en 1930 et qui a fermé ses portes en 1998. Elle a été située à Orsay puis à La Défense. Elle formait en un an des ingénieurs généralistes, souvent des Arts et Métiers ParisTech, aux techniques de l’aérospatiale. Elle a été remplacée par le Mastère Spécialisé en conduite de projets de systèmes intégrés aux véhicules aérospatiaux et terrestres (SYVAT) des Arts et Métiers ParisTech.

## Historique
Appelée à l'origine École spéciale des travaux aéronautiques, l'ESTA est une école de spécialisation créée en 1930 pour les jeunes ingénieurs, notamment ceux des Arts et Métiers. Elle fournit en particulier, à la demande de l'Ingénieur Général de l'Armement Michel Vernisse, les premières promotions des ingénieurs des travaux de l'aéronautique qui deviendront en 1945 ingénieurs militaires des travaux de l'air (et pour qui ont créera la même année une école, l'ENSICA). Elle devient en 1978 École supérieure des techniques aérospatiales. Elle est transférée en 1966 au campus universitaire d'Orsay puis en 1994 au pôle universitaire Léonard-de-Vinci à Paris La Défense. De statut privé, elle est gérée par l'association d'enseignement supérieur des techniques aérospatiales, dont le conseil d'administration est composé de représentants de l'industrie et de la recherche aérospatiale (Marcel Pierre en est le président de 1981 à 1996). Elle ferme en 1998 et est remplacée par le Mastère Spécialisé en conduite de projets de systèmes intégrés aux véhicules aérospatiaux et terrestres (SYVAT) des Arts et Métiers ParisTech.

## Personnalité liée
- Gérard Ducarouge, ingénieur français spécialisé dans les sports mécaniques.

## Ne pas confondre avec
- ESTACA